# Adam Afzelius
Adam Afzelius (8. říjen 1750, Larv – 20. leden 1837, Uppsala) byl švédský botanik a mykolog, poslední žák Carla Linného. Jeho botanická zkratka je Afzel.

## Život
Roku 1777 začal učit orientální jazyky na Uppsalské univerzitě, roku 1785 se stal asistentem botaniky a roku 1812 profesorem lékařství. V roce 1793 byl zvolen do Královské švédské akademie věd. V letech 1792-1796 se zúčastnil anglické výpravy do západní Afriky a podal přitom cenné informace o geografii, flóře, klimatu a přírodních zdrojích této části světa. V letech 1797-1798 byl sekretářem na švédském velvyslanectví v Londýně, v této době se stal též členem britské Královské společnosti.
Jeho bratři, chemik Johan Afzelius a lékař Pehr von Afzelius, byli rovněž významnými pedagogy Uppsalské univerzity.

## Dílo
- Genera plantarum guineensium (Uppsala 1804)
- Stirpium in Guinea medicinalium species novae (Uppsala 1818)
- Stirpium in Guinea medicinalium species cognitae (Uppsala 1825).

V roce 1823 publikoval Linnéův životopis.